# 모리시게 요스케
모리시게 요스케(일본어: 森重 陽介, 2004년 4월 5일~)는 일본의 축구 선수이다.

## 구단 경력
그는 2023년 J2리그의 시미즈 에스펄스에 입단했다.